# Psednos nataliae
Psednos nataliae är en fiskart som beskrevs av Stein och Anatoly Petrovich Andriashev 2001. Psednos nataliae ingår i släktet Psednos och familjen Liparidae. Inga underarter finns listade i Catalogue of Life.